# Chiesa dei Santi Quirico e Giulitta (Olcenengo)
La chiesa dei Santi Quirico e Giulitta è la parrocchiale di Olcenengo, in provincia e arcidiocesi di Vercelli; fa parte del vicariato di Arborio-Buronzo.

## Storia
L'esistenza di una chiesa ad Olcenengo è attestata a partire già del X secolo e aveva il privilegio di possedere il fonte battesimale, come si apprende dagli atti concernenti al sinodo convocato dal vescovo Ingone.
Questo luogo di culto è poi nuovamente menzionata nelle bolle rispettivamente del 1156 di papa Adriano IV e del 1182 di papa Lucio III, in cui venne confermato il possesso dell'arcidiocesi vercellese sull'ecclesiam SS. Quirici et Iulitae in Oceningo cum decimis et pertinentis suis.
Nei successivi tre secoli il beneficio parrocchiale progressivamente si frammentò, fino a dissolversi completamente nel 1495, lasciano così in uno stato di quasi indigenza i rettori della cura d'anime; esso poté venir ripristinato, seppur solo parzialmente, nel 1743.
La chiesa, già interessata da un intervento di abbellimento e decorazione nel 1850, nel 1880 fu rimaneggiata nuovamente, con la ricostruzione del presbiterio e l'ampliamento di un terzo delle misure totali dell'edificio.
Negli anni settanta fu condotto l'adeguamento liturgico secondo le usanze postconciliari mediante l'aggiunta di nuovi arredi sacri.

## Descrizione

### Facciata
La facciata a salienti della chiesa, rivolta a occidente, è suddivisa da una cornice marcapiano in due registri, entrambi scanditi da lesene, sia singole, sia binate: quello inferiore presenta centralmente il portale maggiore, sormontato dal frontoncino curvilineo, e ai lati gli ingressi secondari e due finestre ovali, mentre quello superiore, affiancato da volute, è caratterizzato da una nicchia e coronato dal timpano di forma triangolare.
Annesso alla parrocchiale è il campanile, spartito da cornice in più ordini; la cella presenta su ogni lato una monofora a tutto sesto ed è coperta dal tetto a quattro falde.

### Interno
L'interno dell'edificio si compone di tre navate, separate da pilastri sorreggenti degli archi a tutto sesto e abbelliti da paraste, sopra le quali corre la cornice modanata e aggettante su cui si impostano le volte a crociera; al termine dell'aula si sviluppa il presbiterio, rialzato di alcuni gradini, ospitante l'altare maggiore e chiuso dall'abside di forma semicircolare.